# Charles Garnier (architecte)
Pour les articles homonymes, voir Charles Garnier et Garnier.
Jean Louis Charles Garnier, né le 6 novembre 1825 à Paris et mort le 3 août 1898 dans la même ville, est un architecte français.

## Biographie

### Famille
Charles Garnier nait non pas à Saint-Calais (Sarthe) comme l'a voulu une tradition écrite, mais à Paris, rue Mouffetard, dans l'actuel 5e arrondissement. Cette confusion est due au fait que, enfant, il venait régulièrement passer ses vacances chez sa grand-mère installée à Saint-Calais qui y acquit deux maisons et un jardin situés près de l'église, vers 1838[réf. souhaitée]. Des amis intimes de Garnier diffusèrent l'idée qu'il était issu d'une famille pauvre[réf. souhaitée]. En réalité son père, Jean André Garnier, d'origine sarthoise, s'était installé à Paris après avoir été forgeron, puis carrossier-charron ; il y monta une entreprise de location de voitures hippomobiles. En 1824, il s'était marié à Louise Marie Félicité Colle, fille d'un capitaine de l'Empire.
Le 6 janvier 1858, Charles Garnier épouse Louise Bary, née en 1836 dans une famille d’universitaires, sœur de son ami Arthur Bary, normalien, lié à ceux que Garnier a rencontrés à l’école d’Athènes lors de son périple oriental avec Théophile Gautier. Ils ont deux enfants : Daniel qui ne vécut que 2 ans (1862-1864), et Christian dit Nino, qui succomba de la tuberculose à 26 ans (1872-1898) après son admission à l’École centrale des arts et manufactures.

### Formation

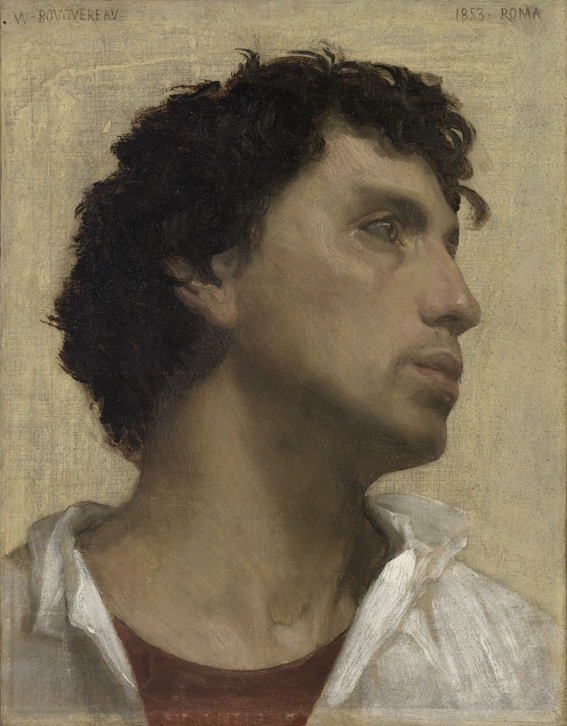
Charles Garnier, portrait par William Bouguereau de 1853.

Après sa communion, Charles Garnier est envoyé dans un institut à Bellême (Orne), tenu par un ami de la famille, afin de parachever son éducation. De retour à Paris en 1838, il poursuit ses études scolaires puis prend des cours à l'école de dessin de la rue de l'École-de-Médecine (aujourd'hui École nationale supérieure des arts décoratifs). Comme beaucoup d'élèves-architectes du XIXe siècle, la formation de Garnier passe obligatoirement par l'enseignement dispensé dans les ateliers d'architectes. Il travaille dans l'atelier de Jean-Arnoud Léveil, mais ce dernier, criblé de dettes, est contraint de fermer son atelier. Après ce court passage de quelques mois, le jeune élève est formé chez Hippolyte Le Bas. Il reçoit d'autre part un enseignement complémentaire à l'École des beaux-arts située rue Bonaparte à partir de 1842 ; il obtient le premier grand prix de Rome d'architecture en 1848. Le sujet de l'épreuve finale s'intitulait « Un conservatoire des arts et métiers, avec galerie d'expositions pour les produits de l'industrie ».
Il est pensionnaire de l'Académie de France à Rome du 17 janvier 1849 au 31 décembre 1853. Il fait de nombreux voyages, d'abord en Italie : Toscane, Vénétie, Rome et Sicile, deux fois. En 1852, il effectue un long voyage en Grèce qui lui fournit le sujet de son envoi de quatrième année, présenté au Salon en 1853. Il visite la Grèce avec Edmond About et Constantinople avec Théophile Gautier, et choisit de réaliser le relevé du temple d'Aphaïa à Égine où il étudie particulièrement la polychromie. Ce voyage de cinq ans dans la lumière méditerranéenne lui laisse un souvenir indélébile ; son goût pour la couleur et l’Orient est une empreinte définitive. Son style se caractérise par ce goût de la polychromie et par la parfaite intégration des trois arts : l’architecture, la peinture et la sculpture.

### Architecte de l'opéra de Paris

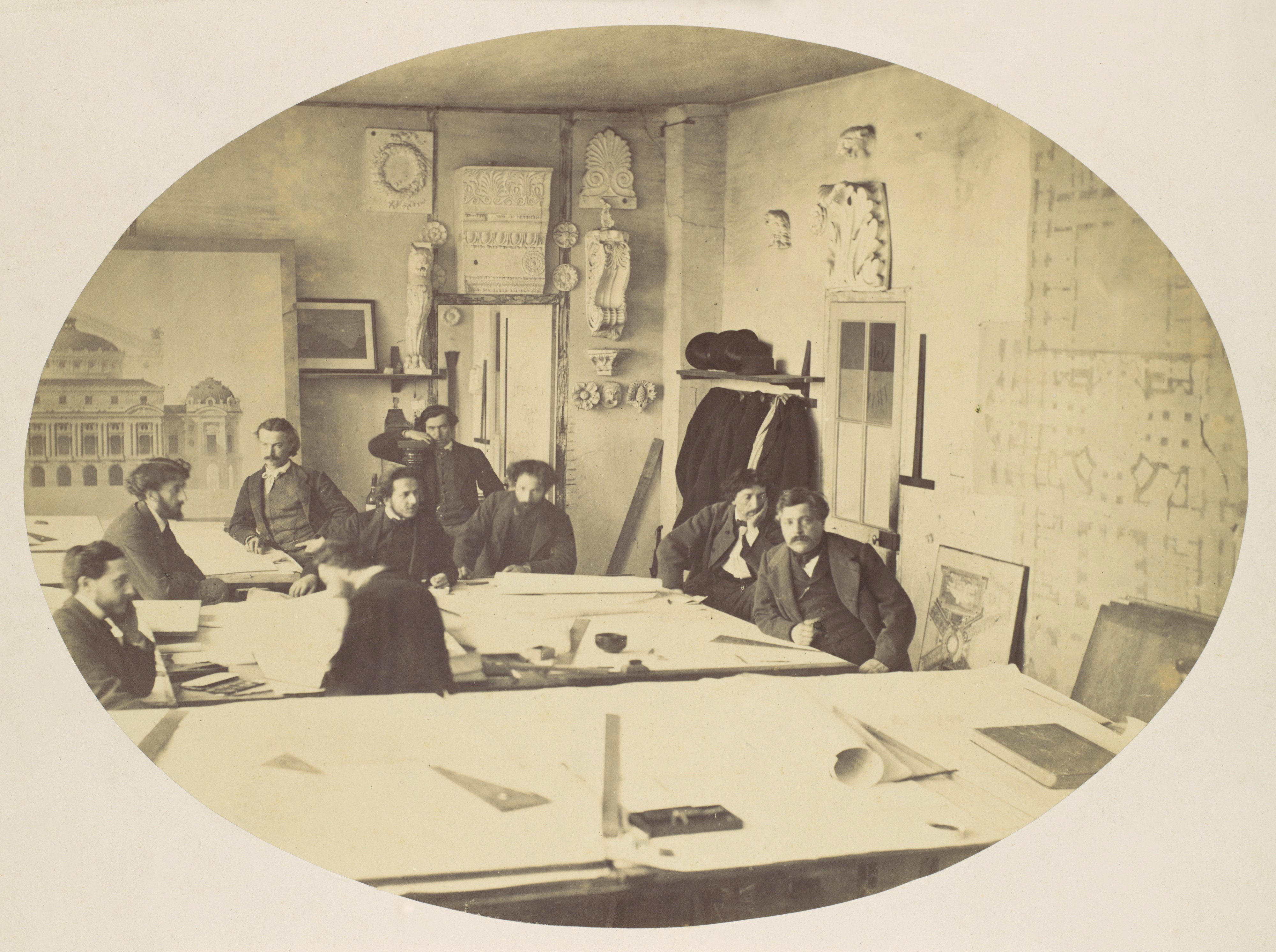
Charles Garnier et son équipe lors de la conception du nouvel opéra de Paris
par Louis-Émile Durandelle.

Il rentre à Paris le 17 janvier 1854 et souffre de troubles neurasthéniques assez graves qui durent plus d’un an. Il demeure hypocondriaque le reste de sa vie, se croyant toujours atteint de maladies graves qui ne duraient que le temps de ses inquiétudes.
Son prix de Rome lui vaut quelques nominations administratives, et Garnier fait quelques projets mineurs, avant de se lancer, en 1860 dans le concours du nouvel opéra de Paris voulu par Napoléon III.
Charles Garnier gagne le concours de l’Opéra en 1861 et commence une série de nombreux voyages pour visiter toutes les grandes salles d’Europe. Il prend des notes, fait des relevés sur l’espacement des sièges, le nombre de rangées, beaucoup d’études sur l’acoustique, sans parvenir à comprendre comment maîtriser scientifiquement le son. Il étudie les lustres disposés au centre du volume de chaque grande salle, leur importance et leur situation afin de savoir s'ils mettent en valeur ou bien altèrent la qualité de l’architecture. Il visite des carrières de pierre et de marbre pour choisir quelles textures et quelles couleurs pourraient entrer dans son projet.

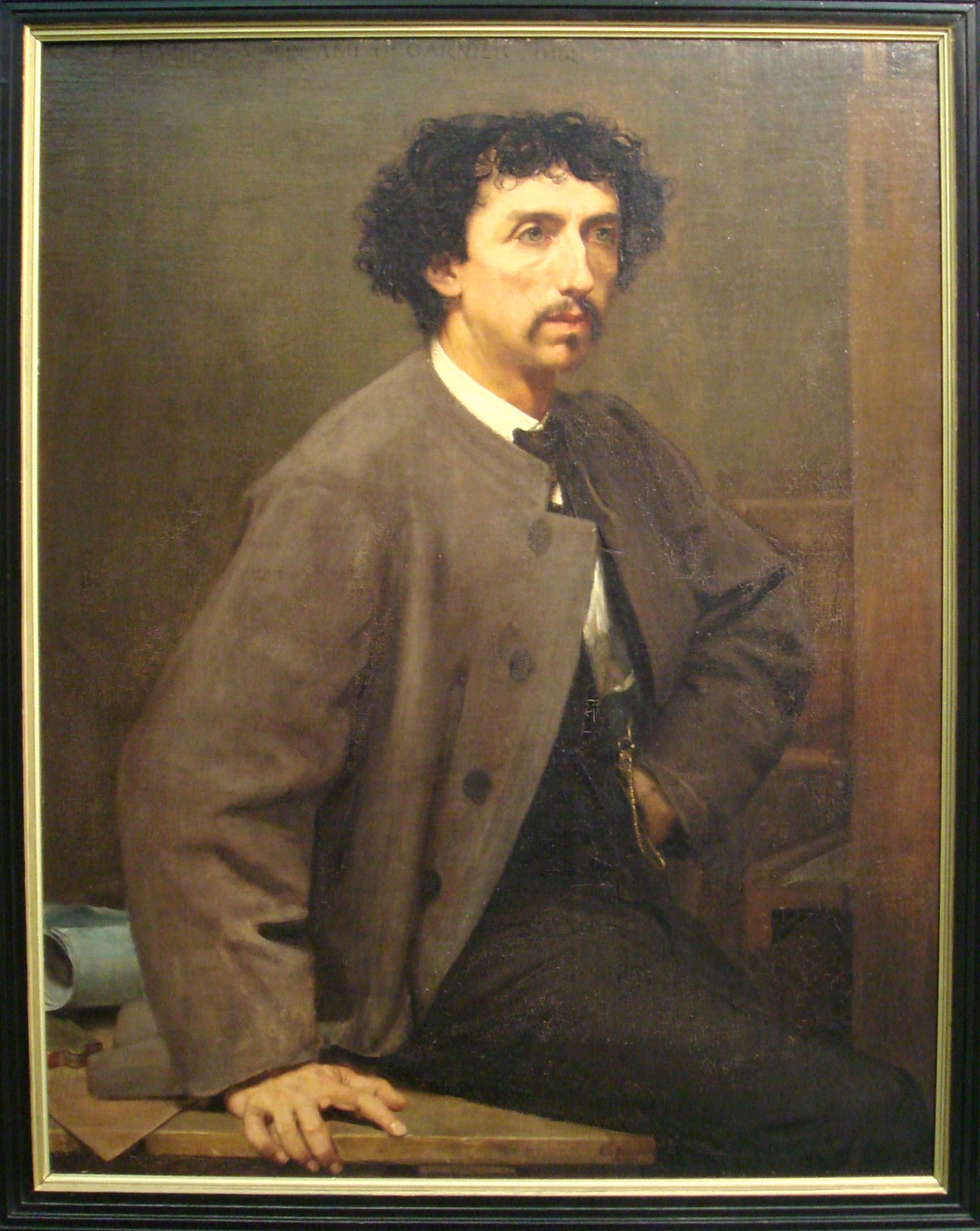
Charles Garnier, par Paul Baudry en 1868.

Le chantier est ouvert en août 1861. En novembre commence l'enfouissement des pieux de fondation. Le terrain est marécageux et les fondations sont difficiles. Il faut 7 mois pour pomper la nappe phréatique. Les bâtiments voisins se construisent plus vite et Garnier a la surprise de constater qu’ils sont plus hauts que son Opéra. Il ajoute alors un attique à la façade pour qu’elle soit plus monumentale. Le chantier se déroule assez lentement à cause des difficultés de financement et des critiques de l’opposition. En août 1867, Napoléon III découvre la façade éblouissante. Le chantier s'arrête en 1870 à cause de la guerre franco-prussienne. Garnier quitte Paris pour Menton à ce moment-là pour éviter la période difficile de la Commune. Sa carrière devient méditerranéenne. Il achète un terrain à Bordighera, en Italie, et y construit sa villa, la Villa Garnier, l’année suivante.
Le chantier du nouvel opéra reprend à la suite de l’incendie de l’opéra de la rue Le Peletier en 1873. Les travaux s’accélèrent alors, on travaille jour et nuit.
Le nouvel opéra de Paris est inauguré le 5 janvier 1875 par le président de la République le Maréchal de Mac-Mahon. Charles Garnier, à qui l’on reproche son accointance avec le Second Empire, doit, ce jour-là, payer sa place.

### Œuvres méditerranéennes

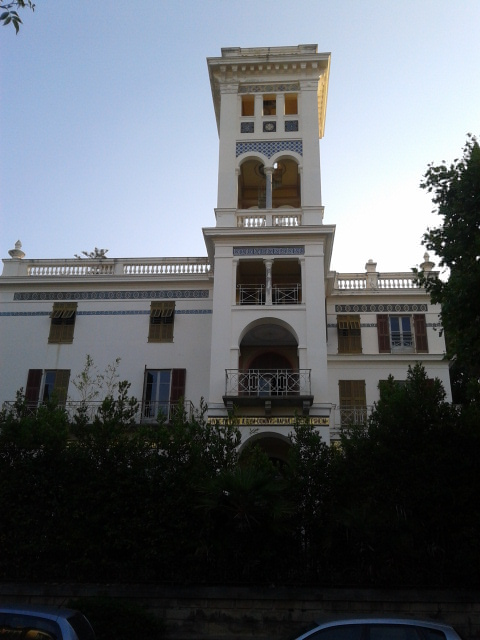
Villa Bischoffsheim (Villa Etelinda) à Bordighera.

Bordighera en 1871 était encore une petite bourgade avant de devenir une station très recherchée par les riches hivernants européens, en particulier les Anglais. Bordighera possédait une palmeraie réputée, pour l’acclimatation et la production de palmiers dattiers. Garnier achète les terrains contigus pour agrandir sa palmeraie.
Sa villa, très novatrice, est entourée d’un beau jardin avec une grande palmeraie. Elle n’est pas refermée sur un patio comme de nombreuses villas méditerranéennes, mais au contraire très ouverte avec une tour terminée par un belvédère. À partir de 1873, Garnier passe de longs mois d’hiver à Villa Garnier en Italie, pour la santé fragile de son fils, pour se reposer de la vie parisienne, et aussi pour se consacrer à ses nouveaux chantiers. Ses amis viennent nombreux passer quelque temps en compagnie de sa famille.
À Bordighera, il construit l’église de Terrasanta et participe à la restauration de l’église Santa Maria Maddalena. Il construit pour son fils la villa « studio » avec un grand atelier de dessin.
À Menton, deux villas lui sont attribuées. En 1882, Foucher de Careil, ambassadeur de France, ami de Ferdinand de Lesseps, lui aurait commandé la villa Maria Serena en bord de mer, et en 1892 la maison de famille, 81, boulevard Garavan. Aucun document ne justifie ces attributions, mais le style de Garnier et ses bonnes relations avec les propriétaires le laissent supposer.
Garnier conçoit, pour la ville de Bordighera, un plan d’aménagement urbain et le projet d’une école. Construite en 1886, elle devient par la suite le siège de la mairie. En 1876, Raphaël Bischoffsheim, banquier et administrateur de la compagnie des chemins de fer du Midi, futur mécène de l’observatoire de Nice, lui commande une villa dans cette même ville, la villa Bischoffsheim ou Villa Etelinda. Après plusieurs projets, elle sera terminée en 1880. Elle est conçue dans un style semblable à la villa Garnier.
Toujours en 1876, François Blanc, président de la Société des bains de mer de Monaco, lui passe commande d’une salle de concert pour 1879 et d’un casino pour 1881. La rapidité et la qualité de ses réalisations sont encore très impressionnantes aujourd’hui. La richesse de la décoration, avec beaucoup d’ors, veut attirer le joueur qui veut devenir riche. Récemment restaurée, celle-ci entretient toujours le mythe de la fortune possible en quelques coups de chance.
En 1878, il construit le Cercle de la librairie à Paris. Il s'ensuit une nouvelle commande, l’annexe de la librairie Hachette, et une autre encore, l’immeuble de la famille Hachette, 195 boulevard Saint-Germain.
En 1879, Garnier visite le terrain de 35 hectares, acheté par Bischoffsheim pour construire le nouvel Observatoire de Nice sur le Mont Gros. Son projet est accepté en décembre, l’ensemble est terminé en 1887. Bischoffsheim demande à l’ingénieur Gustave Eiffel de concevoir une coupole mobile pour le grand équatorial de l’observatoire. Garnier propose donc une coupole « flottante », imaginée par Gustave Eiffel. Garnier connaissait Eiffel et avait défendu cette idée lors d’un concours pour l’observatoire de Paris. [réf. souhaitée]
Le projet se compose d'un ensemble de bâtiments disposés dans un grand parc. Outre les lunettes, volumes majeurs du programme, une importante bibliothèque, des bâtiments pour les études, des ateliers, des magasins pour la maintenance de l’ensemble les habitations, les services généraux sont disposés selon un plan paysager. La mode architecturale n’est cette fois pas à une riche décoration mais correspond à la rigueur et à la grandeur du projet scientifique.

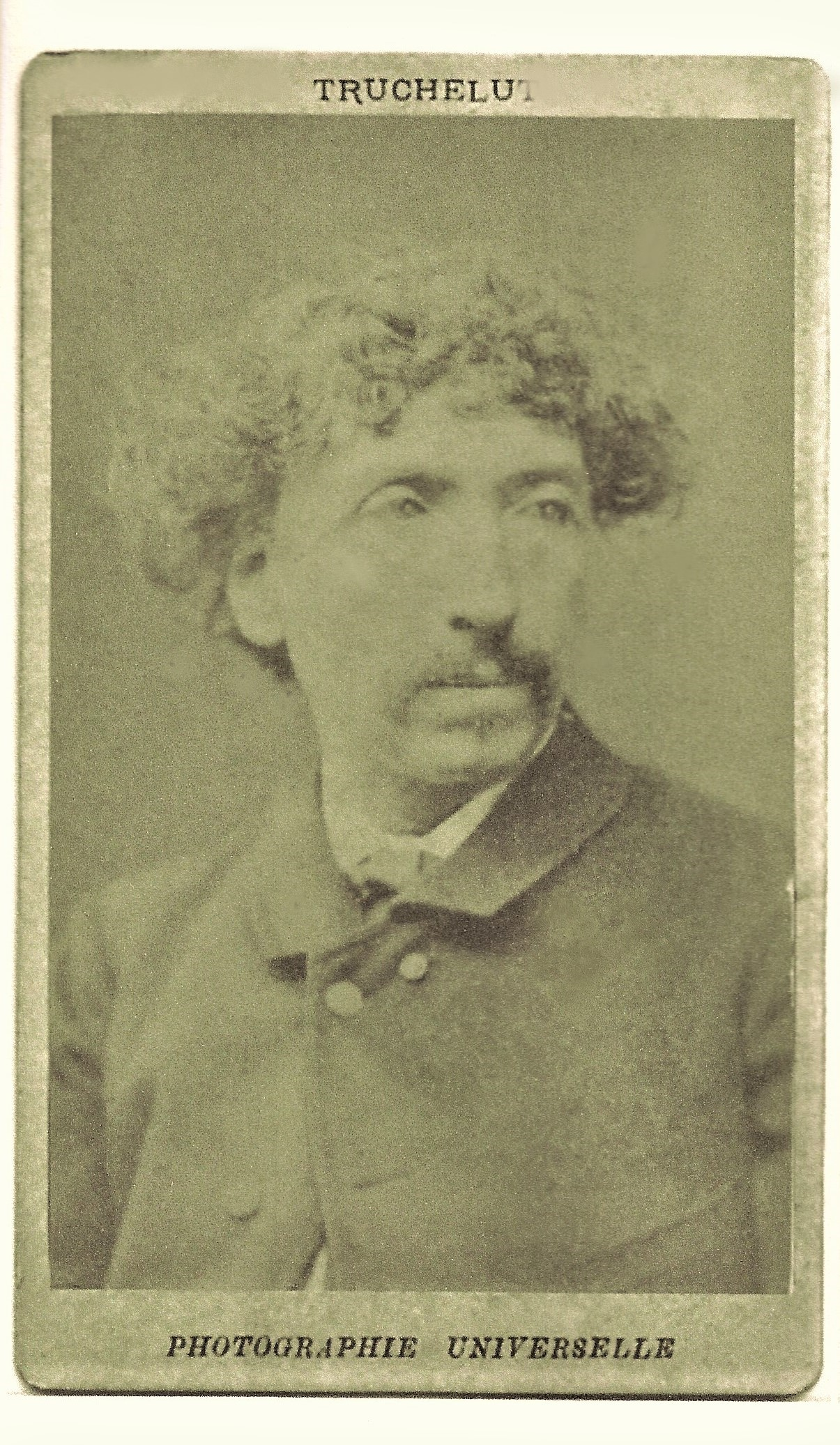
Portrait de Charles Garnier par Jean Nicolas Truchelut, photographe de l'Institut de France.
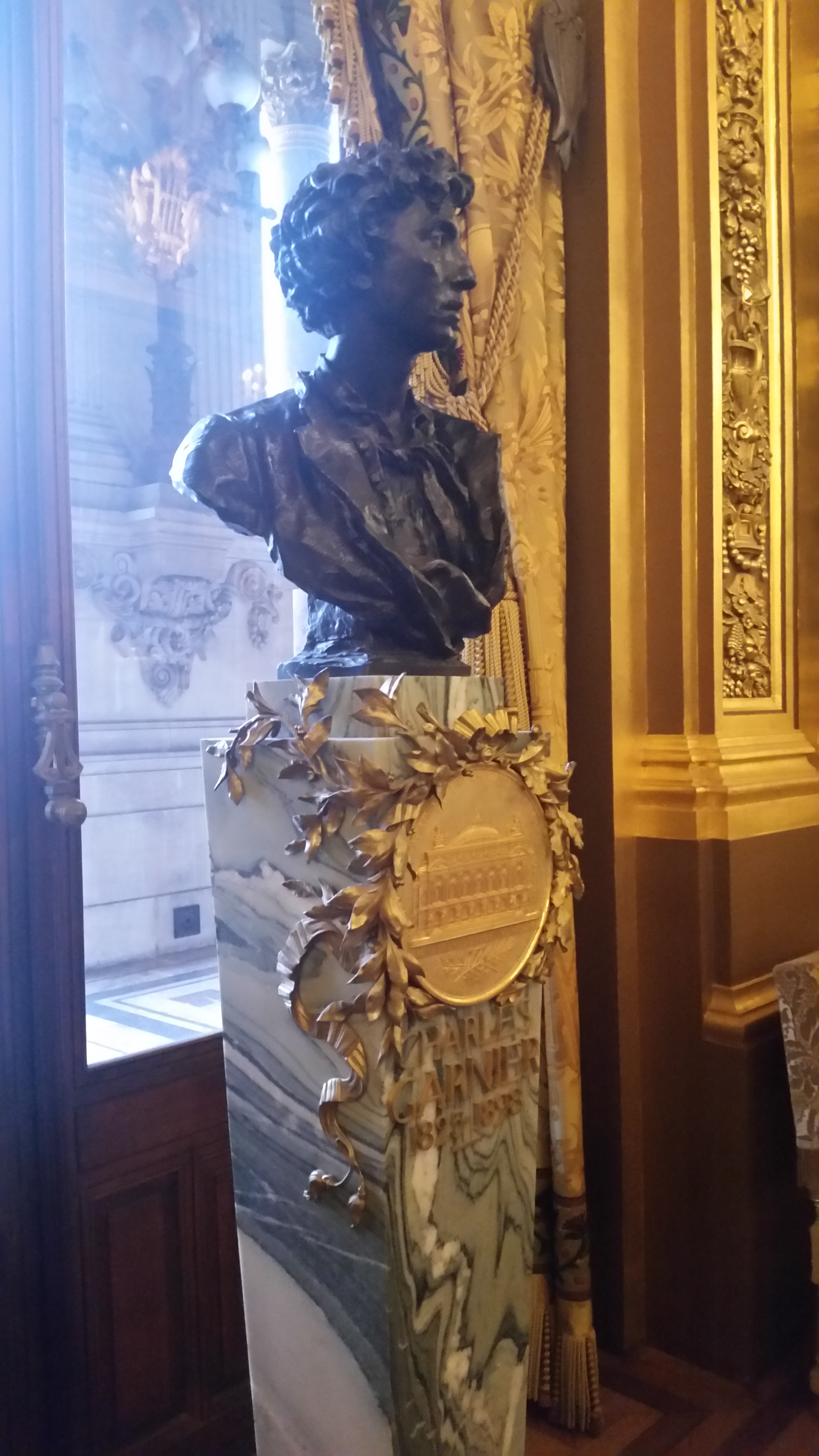
Le buste de Charles Garnier sculpté vers 1867 par Jean-Baptiste Carpeaux.
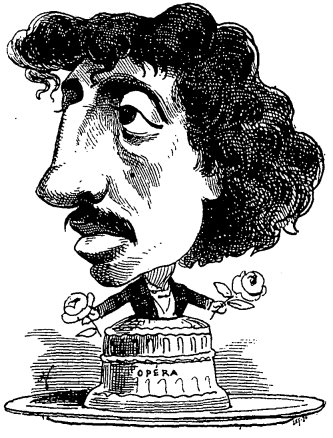
Charles Garnier par Georges Lafosse.
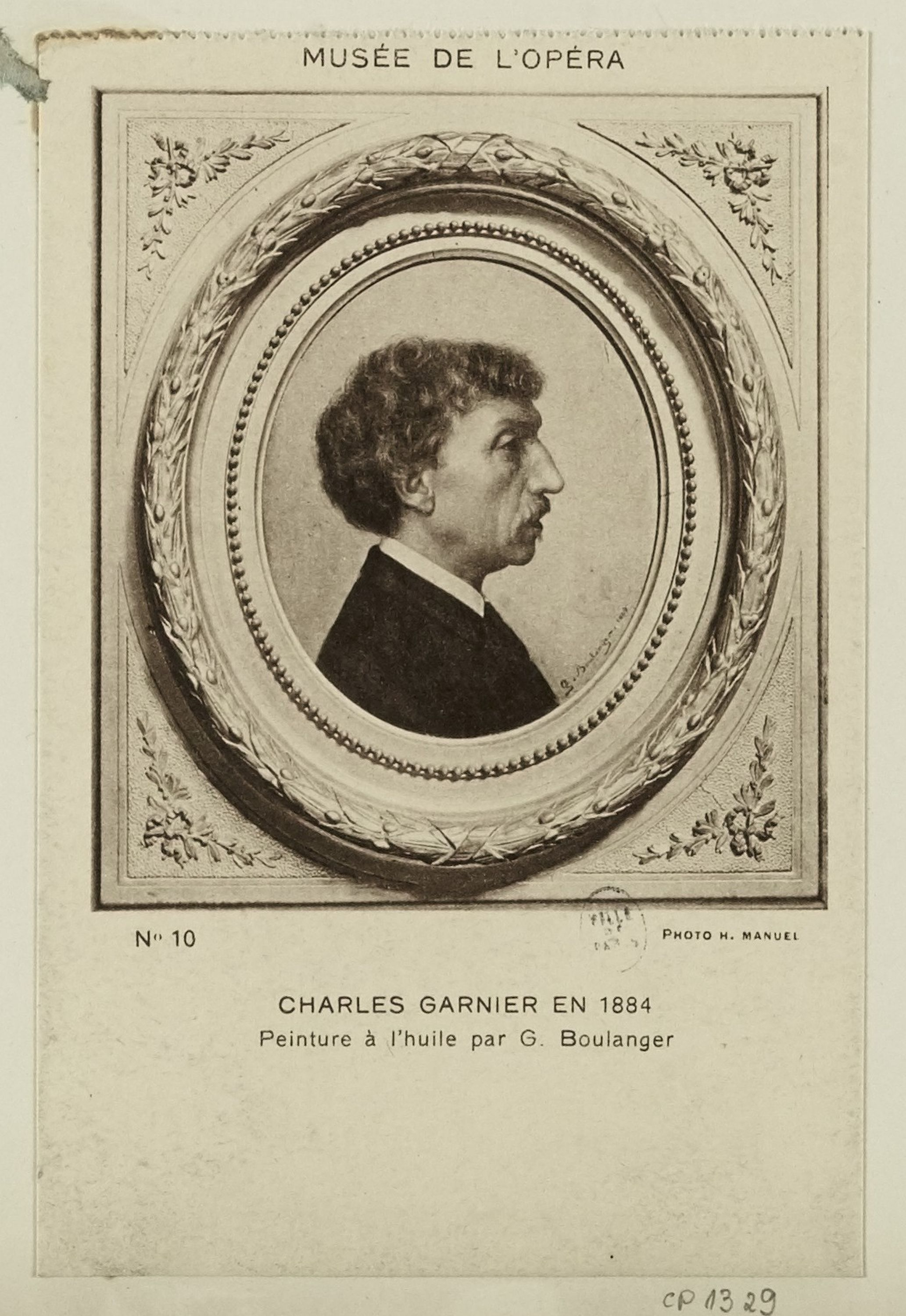
Charles Garnier par G. Boulanger en 1884.

### Derniers projets
En août 1883, Charles Garnier séjourne à Vittel où il participe à la construction du casino, de la salle à manger du grand hôtel et d’une chapelle. Il y revient en 1885 pour la fin des travaux et fait jouer un « impromptu » de sa composition.
Lors d'un autre grand chantier de Garnier, « L’histoire de l’habitation humaine », 44 maisons sont construites sur le Champ de Mars pour l’exposition universelle de 1889, au pied de la tour Eiffel.
En 1895, il édifie le tombeau de Charles Odin, chanteur d’opéra, au cimetière Montmartre. Il semble s'agir de  la dernière œuvre de Garnier. Il a réalisé de nombreux tombeaux durant sa carrière. Ceux de Victor Massé et Jules-Laurent Duprato, également au cimetière Montmartre, celui de Georges Bizet au cimetière du Père-Lachaise, le monument à la mémoire du Général Saget à Grandvilliers, la chapelle funéraire de la famille Henraux au cimetière de San Miniato à Florence.
Parmi ses dernières œuvres figure aussi le plan de la future station balnéaire Mayville imaginée par John Whitley, on trouve ce plan et son nom dans la brochure éditée pour ce projet qui ne voit pas le jour. Lui-même et son fils se reposaient en outre régulièrement à Fontainebleau, y entretenant de bons liens avec plusieurs familles.

### Mort
Charles Garnier meurt le 3 août 1898 d’un accident vasculaire cérébral au 90 boulevard Saint-Germain. Il est inhumé à Paris au cimetière du Montparnasse.
Garnier a eu une vie sociale intense. D'un naturel chaleureux, il s’était fait de nombreux amis, et portait de l’intérêt à tous ceux qui l’entouraient. Il écrivait assez régulièrement des articles dans la presse, sur l’architecture, mais aussi sur les arts en général. Il voulait aussi être écrivain, ses publications sont nombreuses et il fut membre de la Société des gens de lettres en 1883.

### Postérité

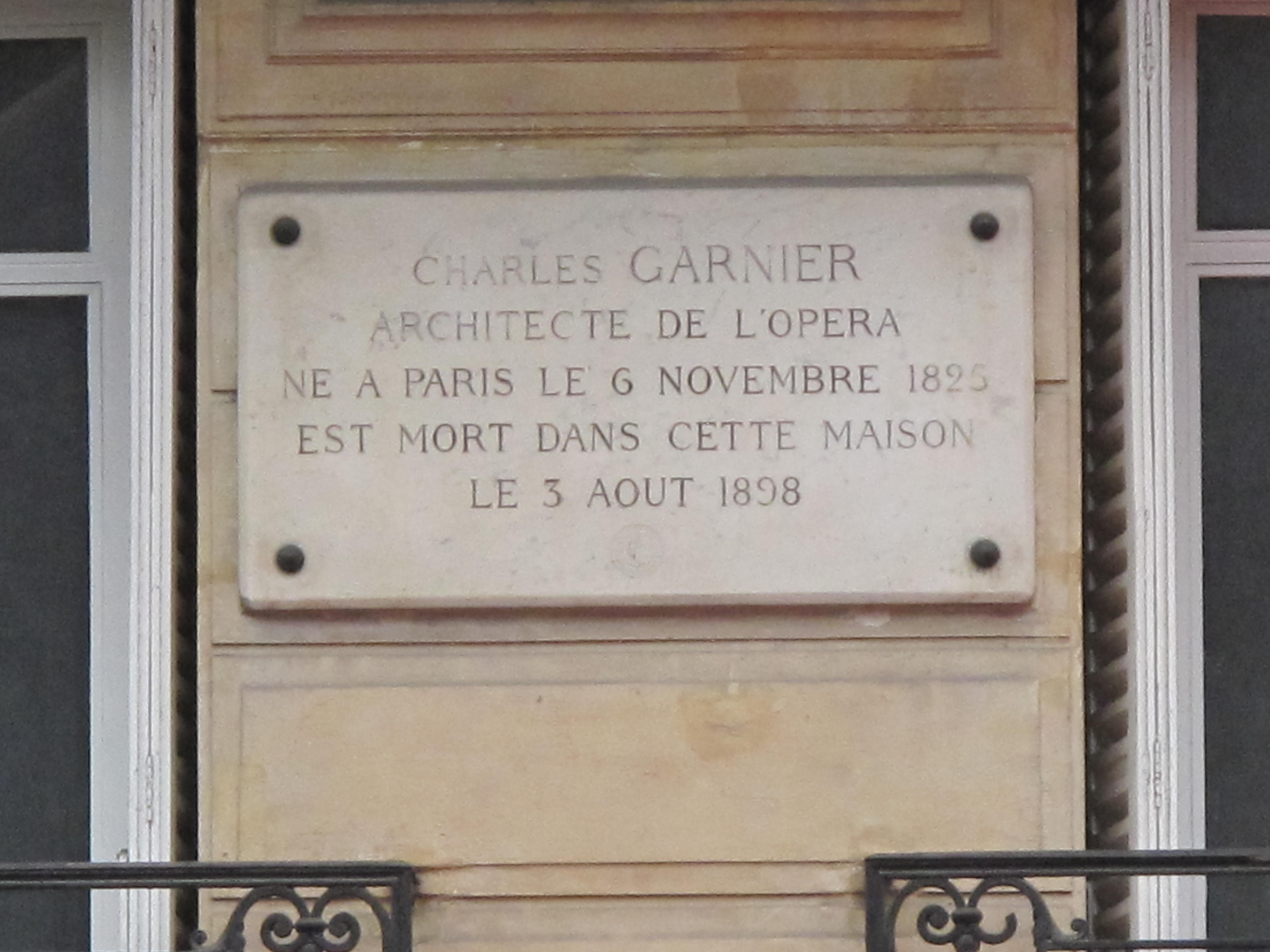
Plaque au n°90 boulevard Saint-Germain (Paris (5e)), où il mourut.

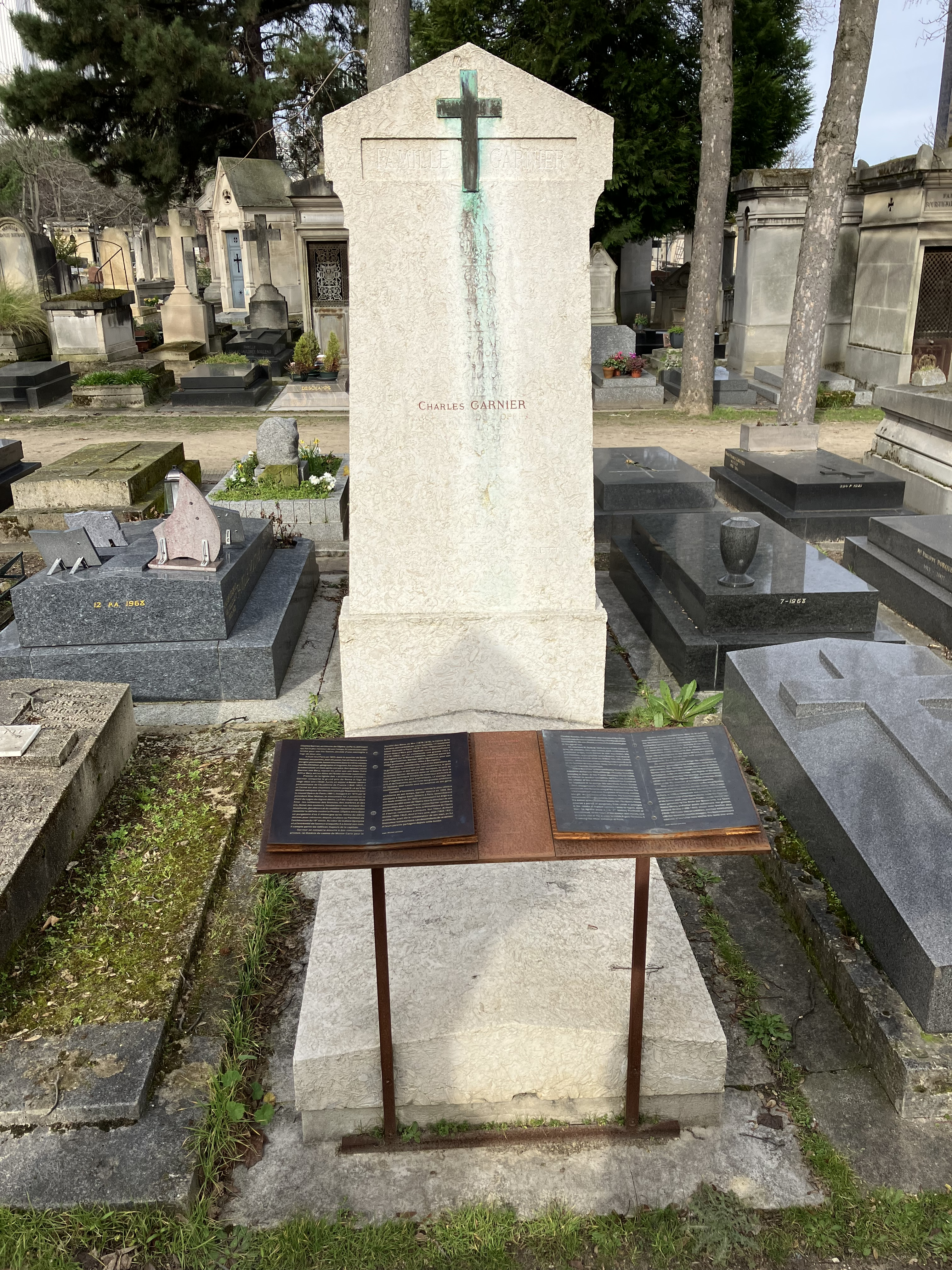
Tombe de Charles Garnier au cimetière du Montparnasse (division 11).

Après la mort de son mari, Louise Garnier réunit et classe, pendant vingt ans, tous ses documents pour présenter l’œuvre de Charles sous son meilleur jour[réf. souhaitée]. Elle légue à la bibliothèque des Beaux-Arts une grande partie de ses dessins, notes, caricatures et aquarelles ; les autres documents sont déposés à la bibliothèque du musée de l’Opéra.

### Hommage et distinctions
- 1848 : il obtient le premier grand prix de Rome d'architecture.
- 1874 : élu à l’Institut de France, académie des Beaux-Arts au fauteuil de Baltard qui avait été son directeur au début de sa carrière d’architecte de la ville de Paris[4].

- Dans l'ordre de la Légion d'honneur :
  - 1864 :  Chevalier de la Légion d'honneur
  - 1875 :  Officier de la Légion d'honneur
  - 1889 :  Commandeur de la Légion d'honneur
  - 1895 :  Grand officier de la Légion d'honneur

Grâce à sa notoriété, Charles Garnier est appelé à de nombreuses fonctions honorifiques, mais prestigieuses pour la plupart :
- Architecte conseil pour l’exposition de 1889
- Vice-président du Conseil des bâtiments civils
- Secrétaire du Comité de la Société des artistes français
- Membre du Comité du Journal de l’architecture
- Conseiller d’honneur de la Société centrale des architectes
- Membre de la Commission des monuments historiques

- En 1903, la place attenante à l'opéra de Paris fut nommée place Charles-Garnier en son hommage.

### Citations

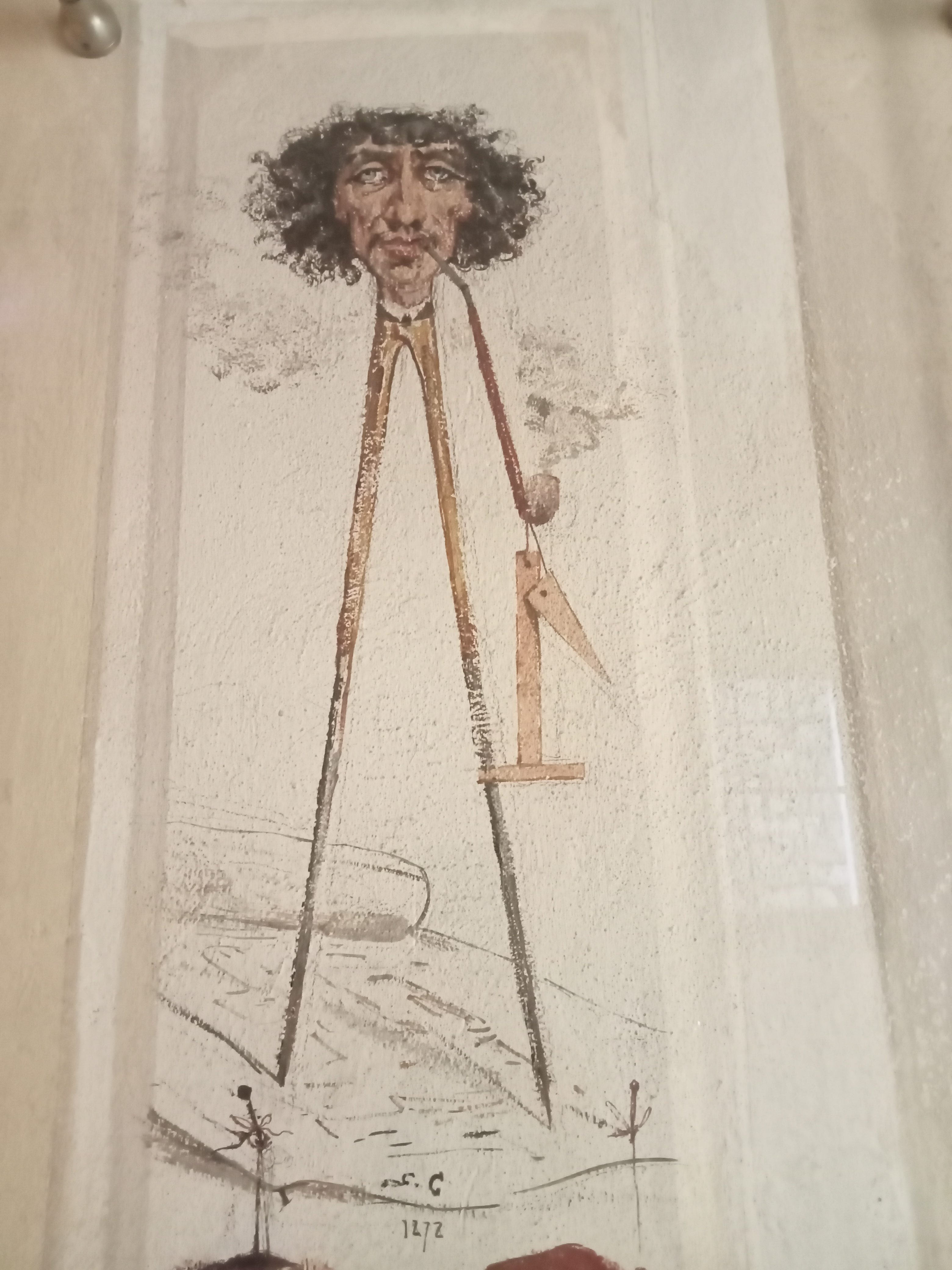
Caricature de Charles Garnier, par Georges Clairin, villa Garnier à Bordighera.

En 1851, alors qu'il était pensionnaire à la Villa Médicis de Rome et à l'occasion d'un voyage à Athènes, Garnier s'exclama en découvrant le Parthénon : 

« Il n'y a pas à choisir entre les arts, il faut être Dieu ou architecte. »

« Les ingénieurs ont de fréquentes occasions d'employer le fer en grandes parties, et c'est sur cette matière que plus d'un fonde l'espoir d'une architecture nouvelle. Je lui dis tout de suite, c'est là une erreur. Le fer est un moyen, ce ne sera jamais un principe. »

À l'impératrice Eugénie, qui commentait ainsi les plans de l'Opéra lors de l'inauguration provisoire de 1867 :

« Qu'est cela ? Ce  n'est pas un style ! Ce n'est ni du Louis XIV, ni du Louis XV, ni du Louis XVI ! »
Charles Garnier répondit : « C’est du Napoléon III, Madame, et vous vous plaignez ! » (Annales)
Ci-dessous, paragraphe sur l'utopie ornementale dans A travers les arts : Causeries et Mélanges (1869).

« (...) je m'imagine le jour où les tons fauves de l'or viendront piqueter les monuments et les constructions de notre Paris; je m'imagine les tons chauds et harmonieux qui frémiront sous le regard charmé. On aura renoncé alors à ces grandes voies rectilignes, belles sans doute, mais froides et guindées comme l'étiquette d' une noble douairière. L'inflexible voirie aura sa période de réaction, et, sans nuire à personne, le voisin pourra construire sa maison sans se raccorder avec celle du voisin; les fonds des corniches reluiront de couleurs éternelles, les trumeaux seront enrichis de panneaux scintillants, et les frises dorées courront le long des édifices; les monuments seront revêtus de marbre et d' émaux, et les mosaïques feront aimer à tous et le mouvement et la couleur. Ce ne sera plus le luxe faux et mesquin; ce sera l' opulence, ce sera la sincérité. Les yeux, familiarisés avec toutes ces merveilles de nuances et d' éclat, auront exigé que nos costumes se modifient et se colorent à leur tour, et la ville entière aura comme un reflet harmonieux de soie et d' or... Mais, hélas ! je jette les regards autour de moi : je vois le ciel gris et sombre, je vois des maisons remises à neuf, je vois des ombres toutes noires qui s'agitent dans les boulevards interminables. Je vois enfin Paris tel qu'il est ! et de mon rêve d' artiste je retombe dans la réalité bourgeoise. »

## Principales réalisations

### En France

#### À Paris

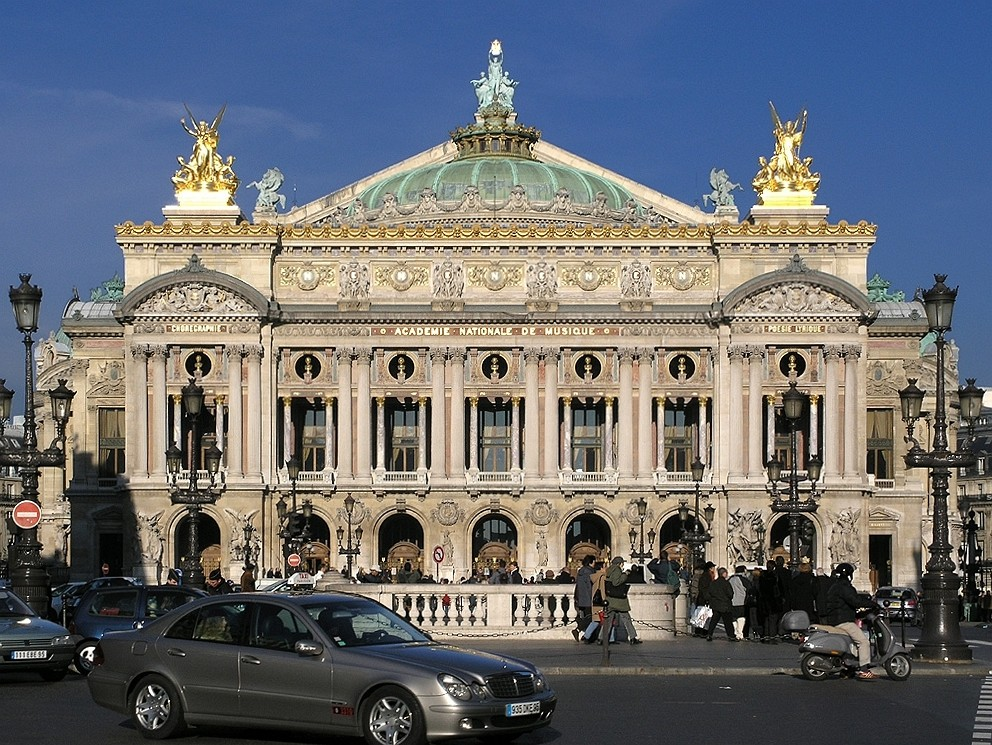
Le Palais Garnier en hiver.

- 1859-1860 Maison de rapport, 75 boulevard de Sébastopol, Paris 2e.
- 1862. Magasins de décor, rue Richer, Paris 9e ; détruits par incendie en 1894.
- 1865-1870. Hôtel particulier, rue du Docteur-Lancereaux ; connu sous le nom de « maison opéra ».
- 1862-1874. Palais-Garnier, place de l'Opéra, Paris 9e.
- 1879. Cercle de la librairie, 117 boulevard Saint-Germain, Paris 6e, à l'angle de la rue Grégoire-de-Tours.
- 1880. Tombeau de Georges Bizet, cimetière du Père-Lachaise, Paris 19e.
- 1881. Tombeau du général Henri Saget, Grandvilliers (Oise) ; avec Gustave Crauck, sculpteur.
- 1881. Maison à loyers et hôtel de Georges Hachette, 195 boulevard Saint-Germain, Paris 7e.
- 1881. Panorama Français (ou Panorama Valentino), 251 rue Saint-Honoré, Paris 1er ; transformé en cirque en 1886, le Nouveau Cirque, fermé en 1926.
- 1882[24]. Le Panorama Marigny, avenue de Marigny, Paris 8e ; devenu théâtre Marigny en 1892-1894.
- 1883. Tombeau de Jacques Offenbach, cimetière de Montmartre, Paris 18e.
- 1885. Tombeau de Victor Massé, cimetière de Montmartre, Paris 18e.
- 1885. Décoration de l'Arc de triomphe pour les funérailles de Victor Hugo, place de l'Étoile.
- 1889. Présentation de l'histoire de l'habitation humaine à l'Exposition universelle.
- 1892. Tombeau du compositeur Jacques Duprato.
- 1894. Ateliers Berthier, 32 boulevard Berthier ; annexe de l'Opéra et lieu de fabrication des décors et de dépôt des costumes de scène ; ce bâtiment constitue sa dernière réalisation ; avec Joseph Cassien-Bernard.

#### En province
- 1858-1860. Chapelle sépulcrale de la famille de Luynes, église Saint-Pierre à Dampierre-en-Yvelines (Yvelines).
- 1880. Villa de Francisque Sarcey, Rosendaël (Nord).
- 1882. Mausolée de la famille Savart, Saint-Michel (Aisne).
- 1883-1886.Établissement thermal de Vittel (Vosges), incluant galerie-promenade, pavillon des sources, casino et chapelle[25].

Réalisations de Charles Garnier à Vittel
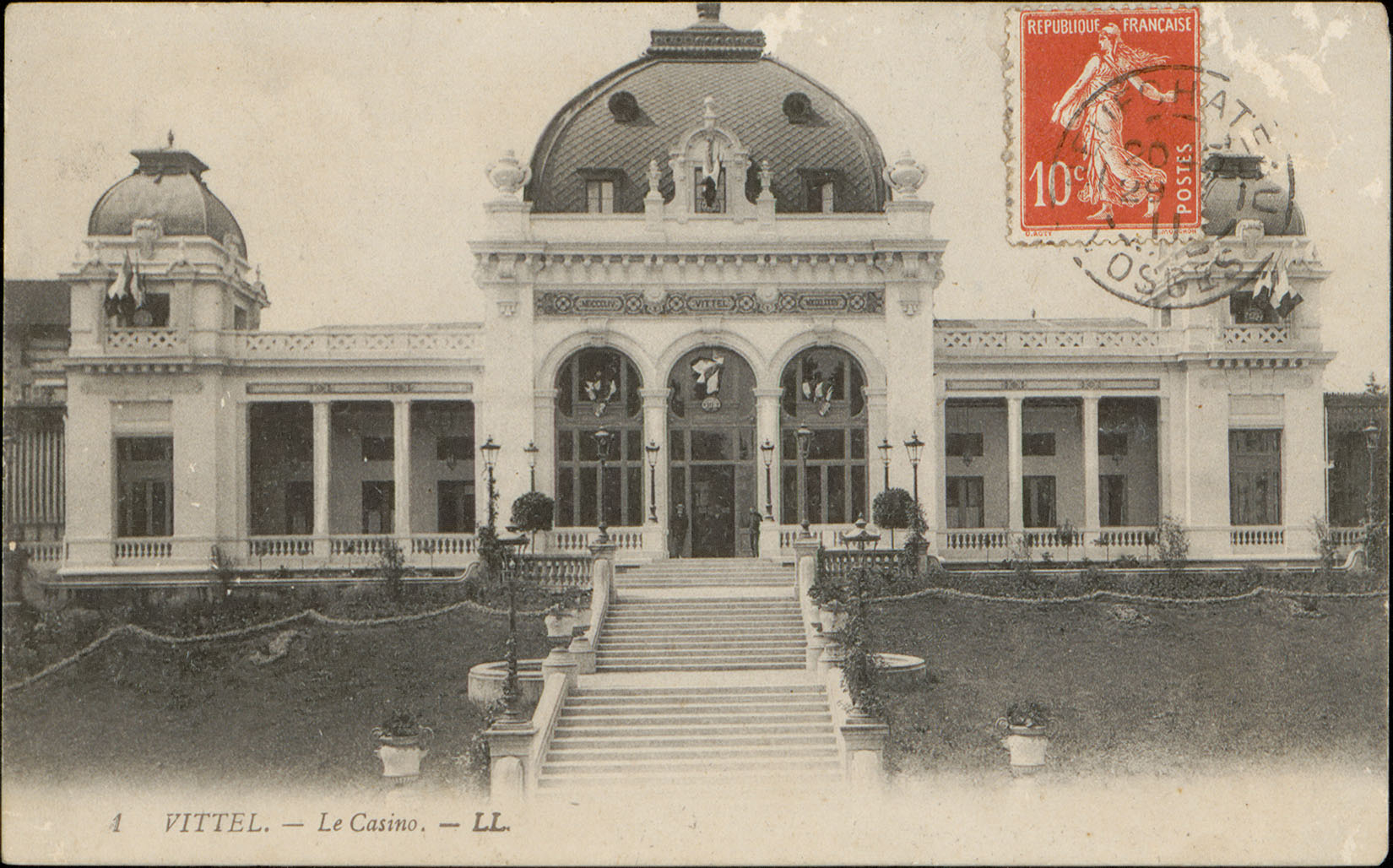
Casino de Vittel (détruit en 1920).
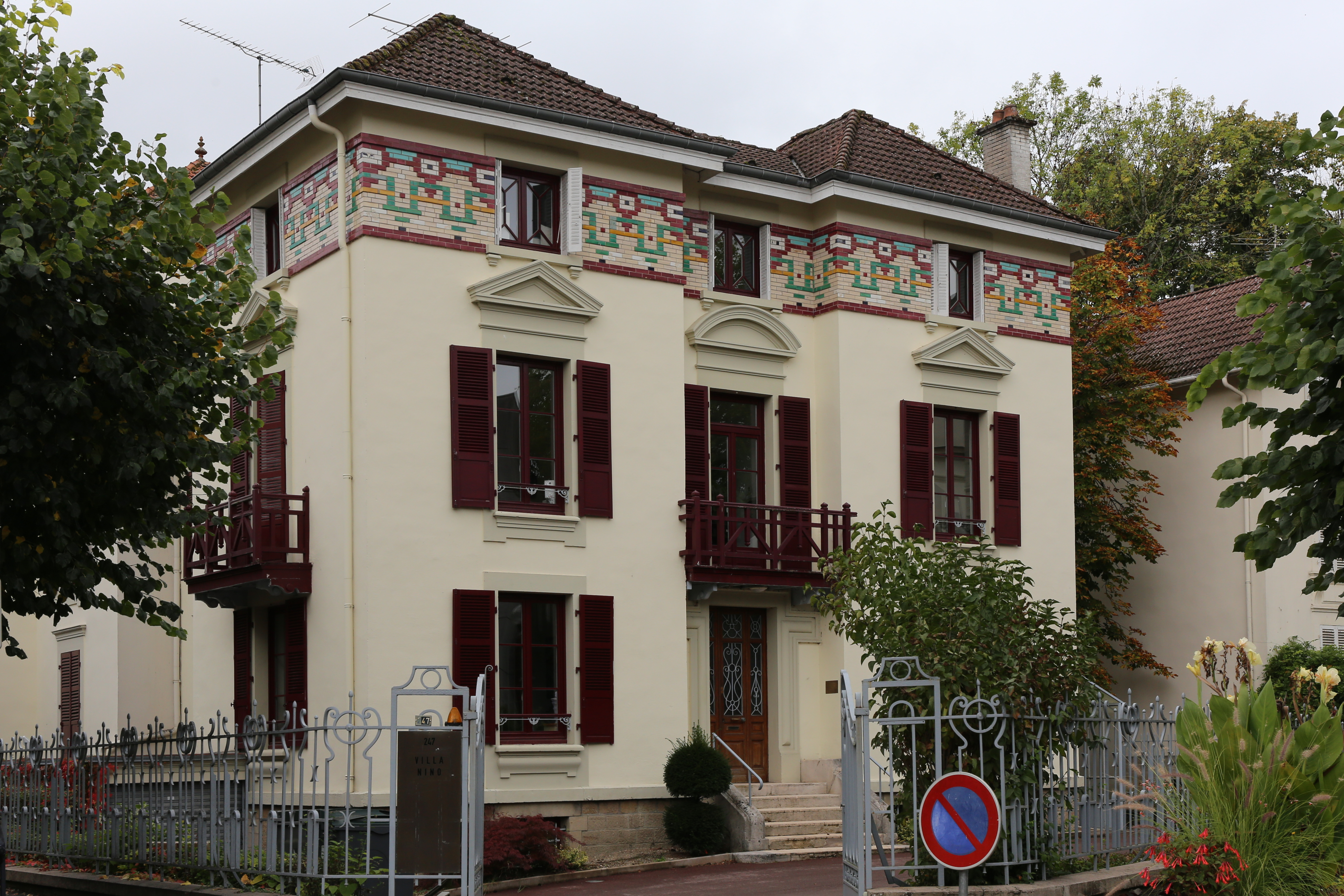
Villa Nino (modifiée en 1905).

- 1867. Villa Eilenroc à Cap d'Antibes
- 1885-1886. Observatoire astronomique du Mont Gros à Nice (Alpes-Maritimes) ; en collaboration avec l'ingénieur Gustave Eiffel pour la coupole.
- 1886. Villa Nino à Vittel ; modifiée en 1905[25].
- 1893. Villa Saint-Pierre à Vittel[25].
- 1897. Église Sainte-Grimonie, La Capelle (Aisne).

### À l'étranger

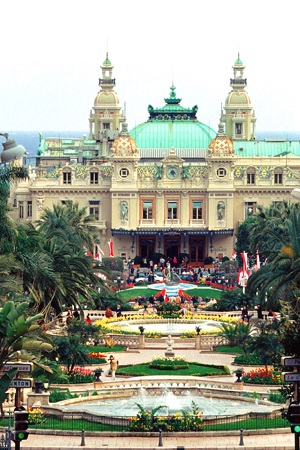
Le casino de Monte-Carlo.

#### À Monaco
- Casino, opéra, et Villa Sauber (ancien musée National de Monaco), Monte-Carlo.

#### À Bordighera (Italie)
- Église de l'Immaculée conception ou de Terrasanta  (Chiesa dell'Immacolata Concezione)
- École communale ; devenue la mairie de la ville (Palazzo Comunale)
- Villa Bischoffsheim ou Villa Etelinda
- Villa Garnier (1872)
- Villa Studio.

## Dessins

### Juin-juillet 1851, Pompéi
- Peinture du Macellum, gouache, aquarelle, H. 46.6 ; L. 30.6 cm[26]. Paris Beaux-Arts[27].
- Relevé d'un décor de la maison de la paroi noire à Pompéi, gouache, aquarelle, H. 52 ; L. 31 cm[28]. Paris, Beaux-Arts[27].
- Fragment d'une peinture de la maison dite du Poète tragique, graphite, gouache, aquarelle, H. 17 ; L. 32.2 cm[29]. Paris, Beaux-Arts[27].
- "Coté d'une chambre", graphite, gouache, aquarelle, H. 25.2 ; L. 33.9 cm[30]. Paris, Beaux-Arts[27].
- Maison de la petite fontaine, gouache, aquarelle, H.34.7 ; L.36.3 cm[31]. Paris, Beaux-Arts[27].

### Caricatures
- Recueil de 268 caricatures, techniques variées dans un album relié[32], Paris, Beaux-Arts[33]. Cet ensemble de dessins est légué aux Beaux-Arts en 1922 par sa femme Louise Garnier et présente une grande variété de feuilles allant de la caricature cadrée serrée sur un modèle, à la saynète burlesque.

## Publications
- À travers les Arts, causeries et mélanges, éditions Hachette, Paris, 1869
- Le Théâtre, éditions Hachette, Paris, 1871
- Le Nouvel Opéra, édition originale : 2 vol., Paris, Ducher et Cie, 1880[34],[35], réédité aux éditions du Linteau, 2001
- Temple de Jupiter Panhellénien à Egine : restauration exécutée en 1852[36], Paris 1884
- Prologue et couplets de l’impromptu de Charles Garnier, Imprimerie Fricotel à Epinal, 1885
- L’Observatoire de Nice, monographie, éditions André Daly à Paris, 1889
- L’Habitation humaine[37], écrit avec Auguste Ammann, édité par La librairie moderne à Paris en 1892